# Beatriz Elorriaga
Beatriz Elorriaga Pisarik (San Sebastián, 29 de septiembre de 1957) es una política española, afiliada del Partido Popular, hija del político Gabriel Elorriaga Fernández, y hermana del también político Gabriel Elorriaga Pisarik.

## Biografía
Se licenció en Geografía e Historia por la Universidad Complutense de Madrid.
Entre 1995 y 2003 fue concejal del Ayuntamiento de Madrid durante dos mandatos, siendo Alcalde el popular José María Álvarez del Manzano y López del Hierro. Desempeñó los cargos de Concejal-Presidente de los Distritos de Fuencarral-El Pardo y Tetuán (1995-1999), y concejal-Delegada del Área de Servicios Sociales (1999-2003). 
Antes de ser Concejal, ya había sido Jefe de la Unidad de Cultura en los Distritos de Tetuán y Centro, del mismo Ayuntamiento en los primeros cuatro años de Álvarez del Manzano como alcalde, y Directora del Centro Cultural “La Remonta” entre 1989 y 1991, tras la moción de censura del CDS y AP de la que Agustín Rodríguez Sahagún salió elegido Alcalde de Madrid. 
Salió elegida Diputada Autonómica en la Asamblea de Madrid en las elecciones del 25 de mayo de 2003, y tras la victoria electoral, por mayoría absoluta del Partido Popular, en las elecciones autonómicas del 26 de octubre de 2003, Esperanza Aguirre la nombró Consejera de Familia y Asuntos Sociales de la Comunidad de Madrid.
Después de la reelección de Aguirre en las urnas el 27 de mayo de 2007, renovó su acta de Diputada Autonómica, tras haber ido como número cuatro en la lista de los populares, y fue nombrada Consejera de Medio Ambiente y Ordenación del Territorio, cargó en el que permaneció hasta junio de 2008. 
Dentro del Partido Popular ha desempeñado diferentes cargos. Desde 2001 es Presidenta del Partido en el madrileño distrito de Tetuán, y desde el XIV Congreso Regional del Partido Popular de Madrid, en septiembre de 2008, es Secretaria Ejecutiva de Acción Social. 
Actualmente es Senadora Autonómica por la Comunidad de Madrid, desde el 30 de junio de 2008. En la Cámara Alta ha destacado su trabajo como Portavoz del Grupo Popular en la Comisión Especial de estudio sobre las nuevas formas de exclusión social como consecuencia del fuerte incremento del desempleo, además de haber sido Vocal en otras comisiones como Entidades Locales, y Vivienda, y serlo actualmente en la Comisión Especial de estudio de la problemática de la adopción nacional y otros temas afines, entre otras comisiones. 
Compagina el Senado con su acta en la Asamblea de Madrid, donde también es Secretaria General del Grupo Popular.
En 2011 continuó siendo diputada en la Asamblea y senadora por designación autonómica.
Actualmente es concejala del Ayuntamiento de Alcorcón